# Blue Seduction
Blue Seduction é un film canadese del 2009 diretto da Timothy Bond.

## Trama
L'ex rockstar famoso Mikey Taylor si è ritirato da tempo a vita privata e tutto procede tranquillo fino a quando non arriva la sua fan, una certa Matty, che ha intenzione di sedurlo pericolosamente.